# سشات
سشات در اساطیر مصر، ایزدبانوی خرد، دانایی، و نویسندگی پنداشته می شده است. از او به عنوان فردی نام برده می‌شد که نوشتن را اختراع کرد. او همچنین ایزدبانوی طراحی ساختمان، ستاره‌شناسی، اختربینی، ساخت‌وساز، ریاضی و جراحی شناخته می‌شد.
همچنین در متن بعضی از تابوت‌ها دیده شده‌است که نوشته شده:«سشات در بهشت را برای شما باز می‌کند»
نام او به معنای كسی است كه خط می زند
معمولاً به او نشان داده می شود که یک ساقه را در دست دارد ، دارای بریدگی هایی برای نشان دادن ضبط زمان است ، به ویژه برای پیگیری زمان اختصاص یافته برای زندگی فرعون. او همچنین در دست داشتن ابزارهای دیگر و اغلب ، طنابهای گره ای که برای بررسی زمین و سازه ها کشیده شده بودند را در دست داشت. اغلب او را با لباس یوزپلنگ یا پوست پلنگی نشان می دهند ، نمادی از کشیش های تدفین. اگر با پنهان شدن روی لباس نشان داده نشود ، الگوی لباس از گربه های لکه دار است. تصور بر این بود که الگوی موجود در پوست طبیعی نمایانگر ستارگان است که نمادی از ابدیت است و با آسمان شب مرتبط است.
به نظر می رسید که سشات به عنوان یک معیار و کاتب الهی ، در هر دو این اقدامات به فرعون کمک می کند. این او بود که با ضرب کف دست خود ، زمان اختصاص داده شده به فرعون برای ماندن در زمین را ثبت کرد. سشات در مراسم "طناب کشیدن" به فرعون کمک کرد. این آیین مربوط به ریختن پایه های معابد و دیگر سازه های مهم به منظور تعیین و اطمینان از ترازهای مقدس و دقت ابعاد است. مهارت های او برای بررسی زمین ، برای برقراری مجدد خطوط مرزی پس از سیل سالانه لازم بود. کشیشی که این وظایف را به نام خود انجام می داد ، همچنین بر کارمندان دیگران که وظایف مشابهی را انجام می دادند و در ریاضیات و ذخیره دانش مرتبط آموزش دیده بودند ، نظارت داشت.
وی همچنین مسئول ضبط سخنرانی های فرعون در هنگام مراسم تاج گذاری و تأیید موجودی اسیران خارجی و کالاهای به دست آمده در کارزارهای نظامی بود. در زمان پادشاهی جدید ، او در (جشنواره سِد) که توسط فراعنه برگزار می شد ، شرکت کرد و می توانست سی سال سلطنت را جشن بگیرد.

## نگارخانه

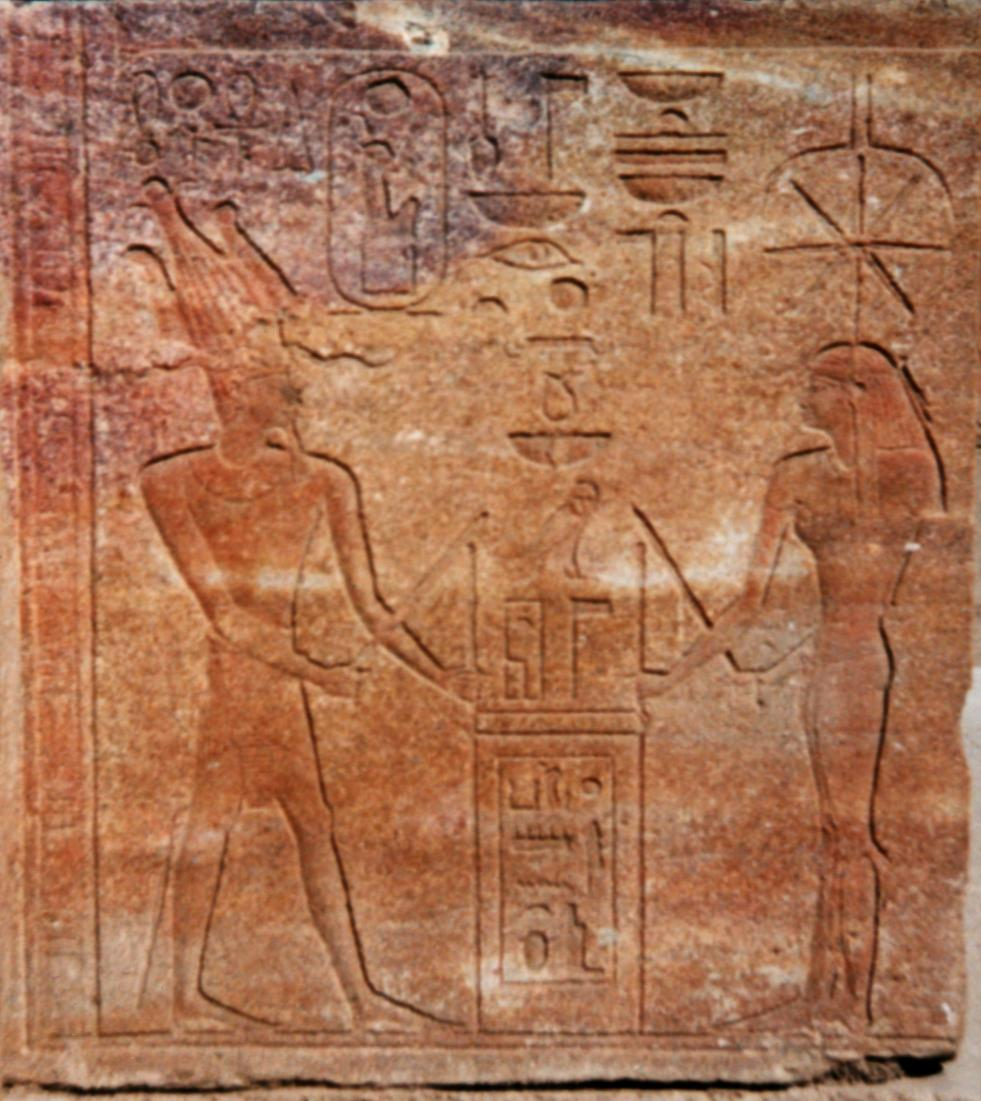
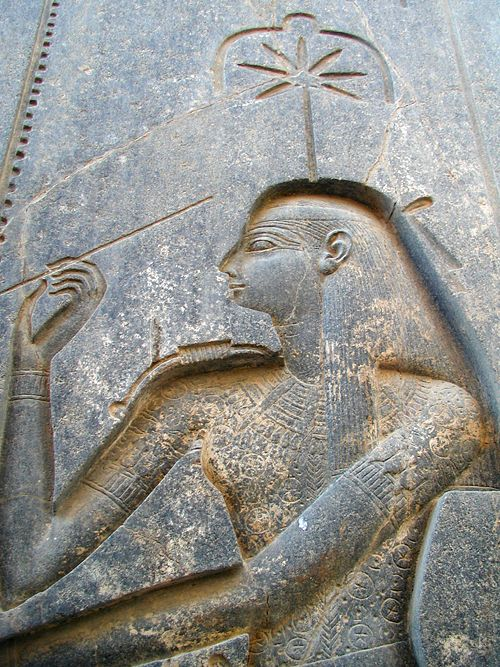
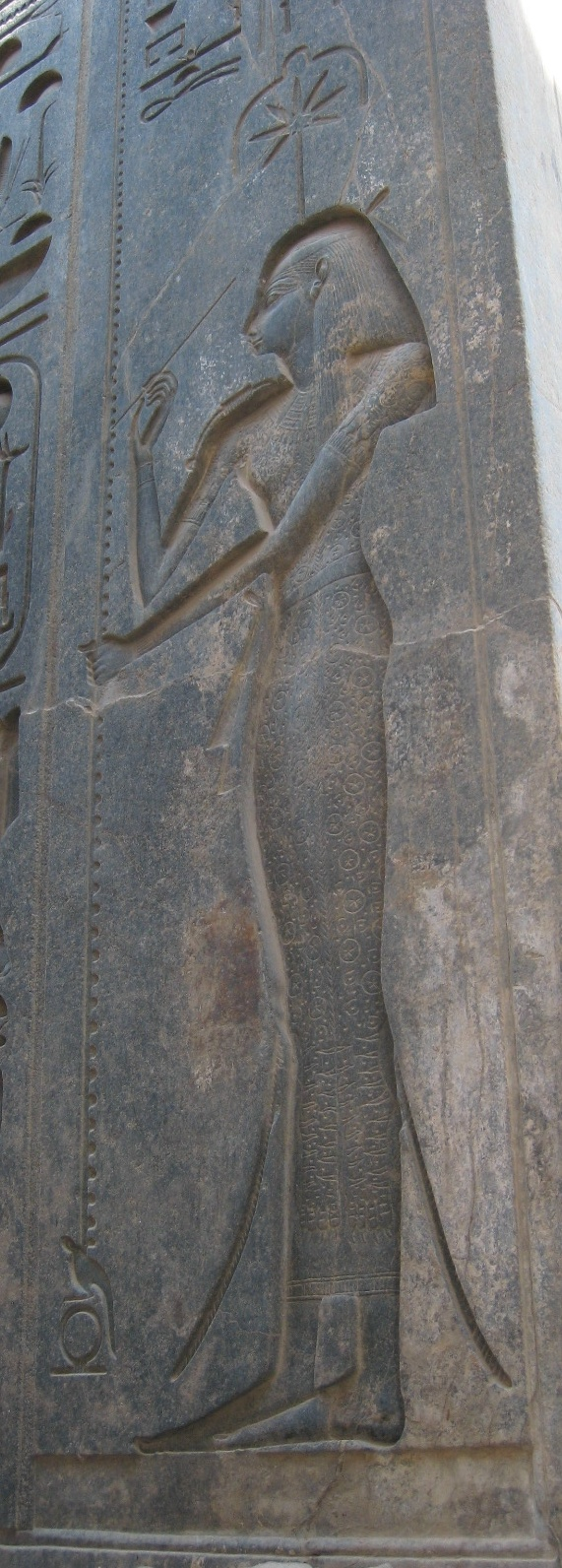